# Hor B
Hor B est la manière de nommer, faute d'une lecture certaine, un potentiel roi de la période prédynastique et qui correspond à un serekh découvert en deux ou trois exemplaires dans les déserts entourant la vallée du Nil. Ces serekh seraient à dater de la fin du IVe millénaire avant l'ère commune.

## Attestations
Le serekh est attesté en un ou deux endroits :
- deux serekhs surmontés du faucon Horus ont été découverts sur le site 34 de Winkler à l'ouest d'Hermonthis[2],
- un troisième serekh, cette fois sans faucon et dont l'attribution au même roi est incertaine[1], a été découvert sur le site 5 de Winkler sur la route du désert menant de Qena à Al-Qusair (bord de la mer Rouge)[3].

## Identification
De part la datation ancienne et la localisation des inscriptions, Toby Wilkinson propose de faire de ce serekh celui d'un potentiel roi du proto-royaume de Nekhen pendant la période prédynastique.
Caleb R. Hamilton propose quant à lui une identification avec le roi Ka de la fin de la période prédynastique. Il s'appuie en cela sur le fait que plusieurs rois de cette période et de la Ire dynastie avaient des graphies différentes pour leurs serekhs respectifs (comme Djer pour l'inscription rupestre du Gebel Sheikh Souleiman et Qâ dans l'oasis de Kharga).